# 奔腾电器
奔腾电器（POVOS）是为上海奔腾企业集团旗下的一個小家電（电磁炉、浴霸、加湿器、吸油烟机、豆浆机）品牌。该公司的歷史可以追溯至1986年創辦於浙江瑞安的长江家电有限公司，後來总部搬遷至中華人民共和國上海。2002年，奔腾创始人刘建国成立上海奔腾实业有限公司。2003年，奔腾品牌启用，生产五大系列产品。2004年，上海奔腾企业集团组建成立。2010年1月，新华都实业集团股份有限公司入股奔腾。2011年，荷兰飞利浦公司收购奔腾电器(上海)有限公司股份、团队、销售渠道及品牌。
不過該品牌此後因为产品质量问题频遭质疑。奔腾电磁炉、空气净化器、电热水壶等产品多次登上不合格名单。2017年，奔腾电器因产品质量问题4度登上有关部门的质检黑榜。2018年1月30日至2月1日期间，中國經營報记者走访上海市的国美電器、永乐電器、苏宁電器、汇金百货、上海六百等多家卖场，均未发现有奔腾产品在售。

## 外部鏈接
- 官方网站